# Chrotomys mindorensis
Chrotomys mindorensis  (Kellogg, 1945) è un roditore della famiglia dei Muridi diffuso nelle Filippine.

## Descrizione

### Dimensioni
Roditore di piccole dimensioni, con la lunghezza della testa e del corpo tra 161 e 186 mm, la lunghezza della coda tra 99 e 123 mm, la lunghezza del piede tra 36 e 40 mm, la lunghezza delle orecchie tra 19 e 23 mm e un peso fino a 199 g.

### Aspetto
La pelliccia è lunga, soffice e densa. Le parti dorsali sono fulvo-olivastre, mentre le parti inferiori sono giallo-brunastre. Una striscia longitudinale color cannella chiaro si estende dalla fronte alla base della coda, affiancata da due strisce nerastre che si uniscono anteriormente sul naso nerastro e attraversano gli occhi e le orecchie.  Il dorso delle zampe è fulvo-olivastro, mentre le dita sono più chiare. La coda è più corta della testa e del corpo, ricoperta densamente di peli, nerastra sopra, più chiara sotto e con 21 anelli di scaglie per centimetro.

## Biologia

### Comportamento
È una specie terricola e attiva sia di giorno che di notte.

### Alimentazione
Si nutre di vermi, insetti e altri invertebrati.

## Distribuzione e habitat
Questa specie è diffusa nella parte centrale dell'isola di Luzon e sull'isola di Mindoro, nelle Filippine.
Vive nelle foreste primarie e secondarie fino a 2.020 metri di altitudine. Sembra essere tollerante alla presenza umana.

## Conservazione
La IUCN Red List, considerato che sebbene gran parte del suo habitat sia stato distrutto e che sia tollerante alla presenza umana, classifica C.mindorensis come specie prossima alla minaccia (NT).